# Beddgelert
Beddgelert (Aussprache walisisch: [ˈbɛðˌɡɛlɜɹt], englisch: [ˈbɛθˌɡiːlət]) ist ein Dorf in Nordwales.
Beddgelert liegt im Snowdonia-Nationalpark am Zusammenfluss der beiden Flüsse Afon Glaslyn und Afon Colwyn. Zwischen Beddgelert und Dolbenmaen liegt ebenfalls im Nationalpark der Berg Moel Hebog.

## Name
Beddgelert hat seinen Namen angeblich von dem legendären Hund Gelert. Der walisische Ortsname bedeutet "Gelerts Grab". Gelert war der Hund Llywelyns des Großen, der auf die Jagd ging und seinen Hund bei seinem kleinen Sohn in der Wiege zurückließ. Als er zurückkam, sah er das Kind nicht mehr und fand den Hund blutverschmiert. Er tötete ihn umgehend mit dem Schwert und entdeckte dann das unverletzte Baby unter den Kissen, neben der Wiege lag die Leiche eines Wolfs. Llywelyn bedauerte sein voreiliges Handeln und lächelte nie mehr. Der Hund aber wurde in Ehren begraben. Einen Nachweis für die Authentizität dieser Erzählung gibt es nicht. Das entsprechende Sagenmotiv ist aus verschiedenen Teilen Europas bekannt, siehe z. B. Guinefort.
Die erste urkundliche Erwähnung des Ortsnamens erscheint in einem Dokument aus dem Jahr 1258, in der Form Bekelert. In einer Urkunde aus dem Jahr 1269 wird der Name Bedkelerd geschrieben.

## Wirtschaft und Verkehr
Die Kupfermine erinnert an einen ehemals wichtigen Industriezweig. Beddgelert war Station an der historischen Welsh Highland Railway, die seit 1997 als Touristenlinie und Museumsbahn wieder aufgebaut wird. Im April 2009 wurde der Verkehr bis Beddgelert aufgenommen.

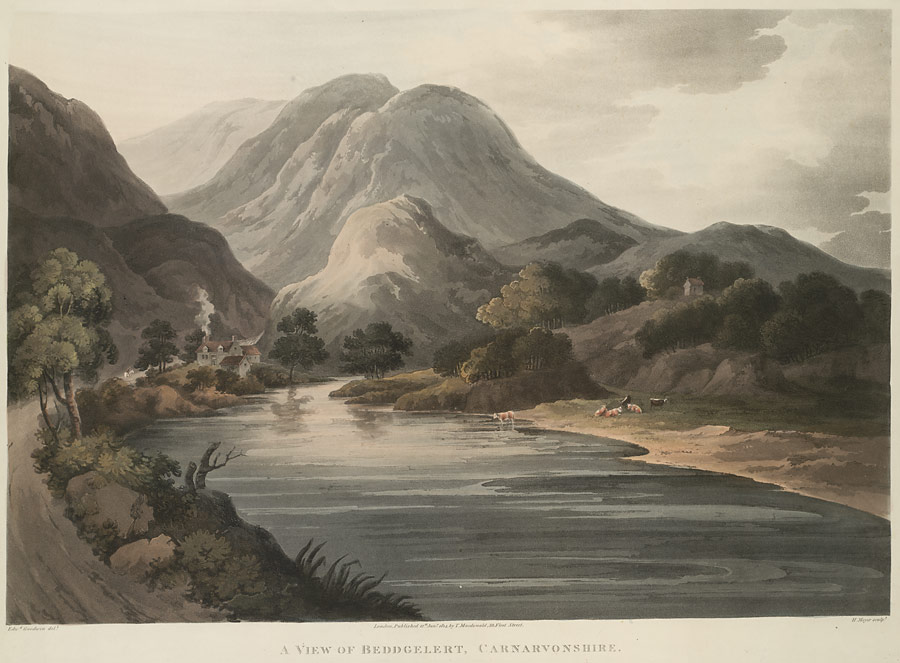
Beddgelert, 1814
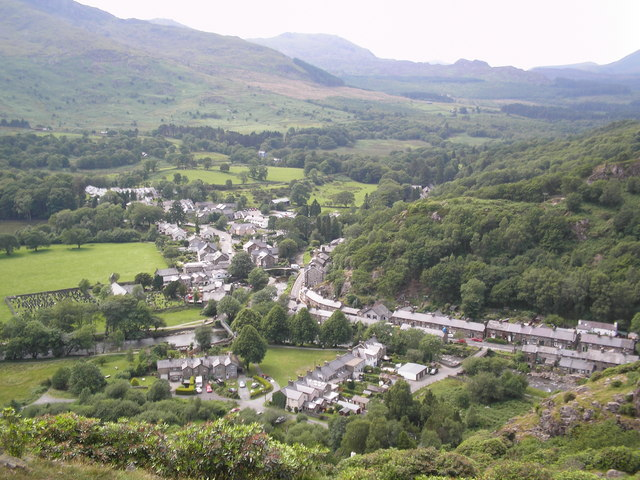
Beddgelert vom Mynydd Sygun
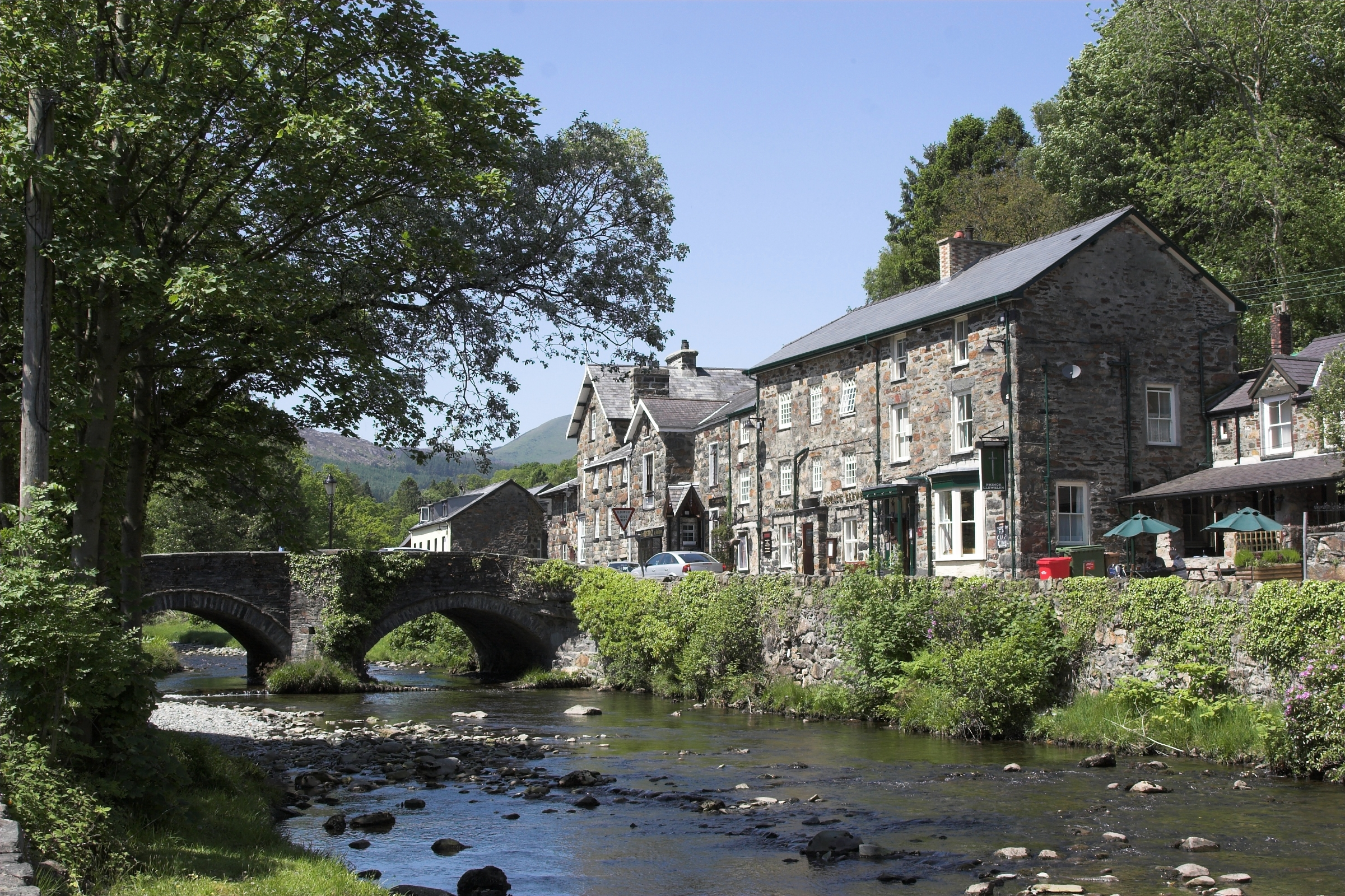
Steinbogenbrücke über den Afon Colwyn
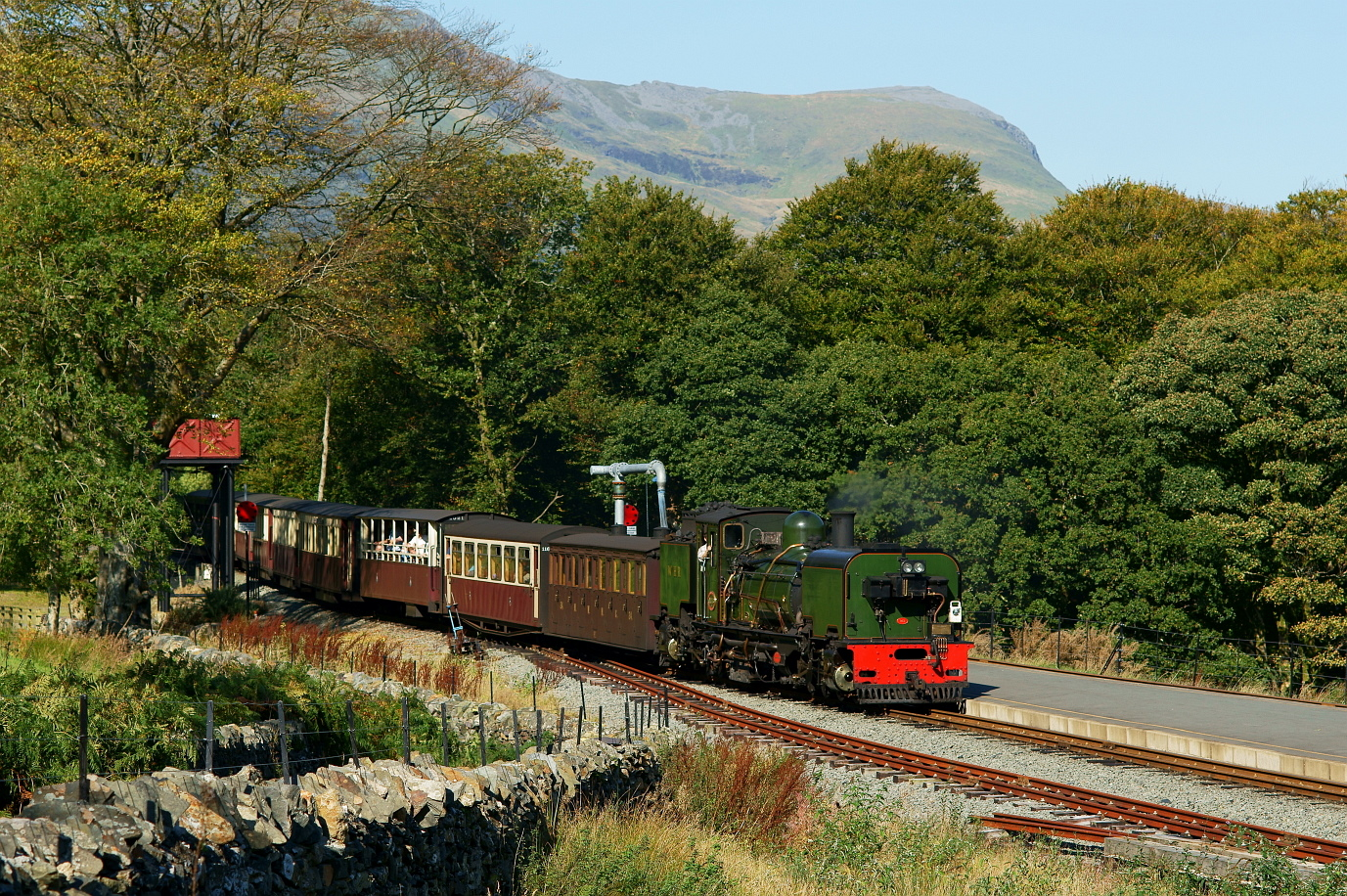
Zug der Welsh Highland Railway im Bahnhof Beddgelert
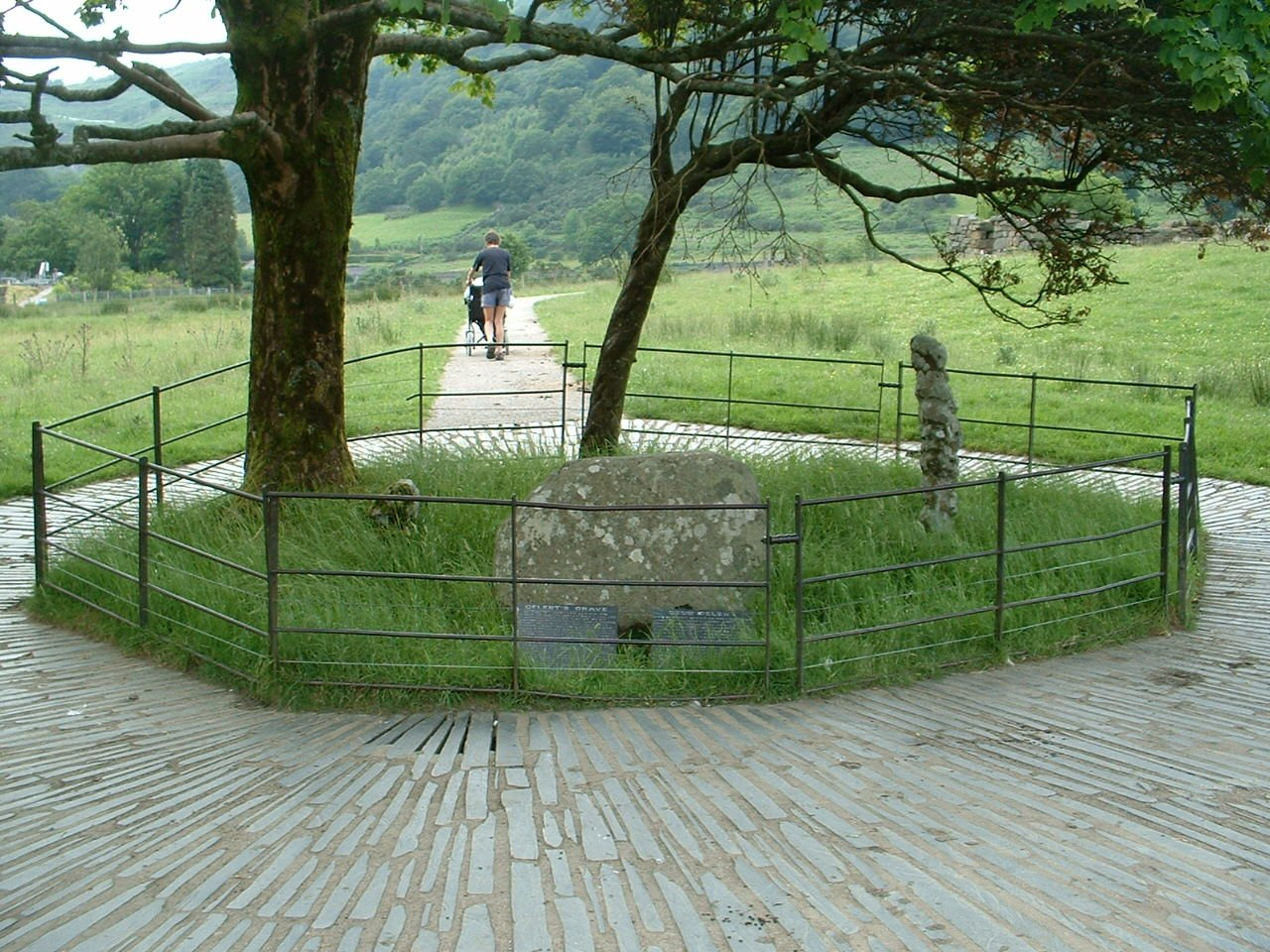
Gelerts Grab